# La Foradada (Castellar de la Ribera)
La Foradada és una masia del municipi de Castellar de la Ribera, a la comarca catalana del Solsonès.